# نولان ملعقي
نولان ملعقي (الاسم العلمي:Nolana spathulata) هو نوع نباتي يتبع جنس النولان من فصيلة الباذنجانية.